# Хурито-урартські мови
Хурито-урартські мови — вимерла сім'я мов, носії яких проживали на Близькому Сході, Закавказзі, півночі Месопотамії та південному сході Малої Азії. Родина складалася з двох мов: хуритської та урартської. Також припускають належність до родини каситської мови.

## Класифікація
Хурито-урартські мови не пов'язані ні з давніми семітськими мовами (гілка афроазійської мовної родини) регіону, такими як арамейська та аккадська, ні з індоєвропейськими (такими як перська чи вірменська). За морфологічними критеріями — це мови аглютинативні та ергативні, що зближує їх із шумерською та іншими вимерлими неіндоєвропейськими та несемітськими мовами стародавнього Близького Сходу.
На думку прихильників макрородин І. Дьяконова та С. Старостіна, ці мови споріднені з кавказькими нахсько-дагестанськими мовами (північносхіднокавказькими) і формують з ними «алародійську макрородину».. Однак ця гіпотеза не має підтримки у світовій лінгвістиці.
Також знаходили спільне між хурито-урартськими та тірренськими мовами.
Хуритська мова мала вплив на хетську мову, а урартська — на вірменську. Хетська і вірменська належать до індоєвропейських мов.
Дослідники етеокіпрської мови знаходять формальну схожість низки морфем з хуритськими, однак питання про спорідненість не розв'язане через недостатню дослідженість.
У 2003 році було опубліковане дослідження, яке припускає належність каситської мови, від якої збереглися лише окремі слова, до хурито-урартських мов.